# 島根県道245号清水寺線
島根県道245号清水寺線（しまねけんどう245ごう きよみずでらせん）は、島根県安来市を通る一般県道である。

## 概要
安来市門生町から安来市佐久保町に至る。

### 路線データ
- 起点：島根県安来市門生町（清水山）
- 終点：島根県安来市佐久保町（島根県道・鳥取県道9号安来伯太日南線交点）

## 地理

### 通過する自治体
- 島根県
  - 安来市

### 交差する道路
| 交差する道路                        | 交差する場所 | 交差する場所 |
| ----------------------------------- | ------------ | ------------ |
| 島根県道257号布部安来線             | 清水町       |              |
| 島根県道・鳥取県道9号安来伯太日南線 | 佐久保町     | 終点         |

### 沿線
- 清水山
- 清水寺
- 島根県立安来高等学校（終点付近）